# Barbara Harrell-Bond
Barbara Harrell-Bond (* Aberdeen, 7. November 1932; † Oxford, 11. Juli 2018), OBE war eine britische Anthropologin und Professorin an der American University in Cairo. Schwerpunkt ihrer Tätigkeit waren Flüchtlingsstudien.

## Leben
Harrell-Bond gründete das Oxford's Refugee Studies Center an der Oxford University.
Sie arbeitete als Anthropologin in Westafrika und war Distinguished Visiting Professor an der American University in Cairo. Davor dozierte sie an der Makerere University in Uganda, und der University of Warwick. Sie war Gründerin mehrerer Hilfsprojekte, wie etwa des Refugee Law Projects in Uganda und der AMERA (Africa and Middle East Refugee Assistance) in Ägypten. 2005 wurde sie zum Officer of the Order of the British Empire ernannt.